# 쓰가루 노부카타
쓰가루 노부카타(일본어: 津軽信堅, 1575년 ~ 1597년 [3월 14일]])는 히로사키번 초대 번주 쓰가루 다메노부의 둘째 아들이다.
형 노부타케(信建)가 1574년에 태어났다고 하므로 그 이후에 태어났을 것으로 추측된다. 1596년, 동생 노부히라(信枚)와 함께 크리스트교로 개종하였다. 그 이듬해인 1597년에 사망했다고도 하는데, 젊은 나이에 죽은 것은 분명하다. 에도 시대 쓰가루 가문의 보리사(菩提寺, 조상 대대의 묘소를 모신 절)였던 아사쿠사의 만류지(萬隆寺)를 개창했다고도 전한다.